# Corythalia tristriata
Corythalia tristriata är en spindelart som beskrevs av Bryant 1942. Corythalia tristriata ingår i släktet Corythalia och familjen hoppspindlar. Inga underarter finns listade i Catalogue of Life.